# Vidov
Vidov (německy Wiederpolen) je obec ležící v okrese České Budějovice, kraj Jihočeský, na pravém břehu řeky Malše necelých šest kilometrů jihovýchodně od centra Českých Budějovic. Žije zde 599 obyvatel. Obcí protéká řeka Malše.

## Historie

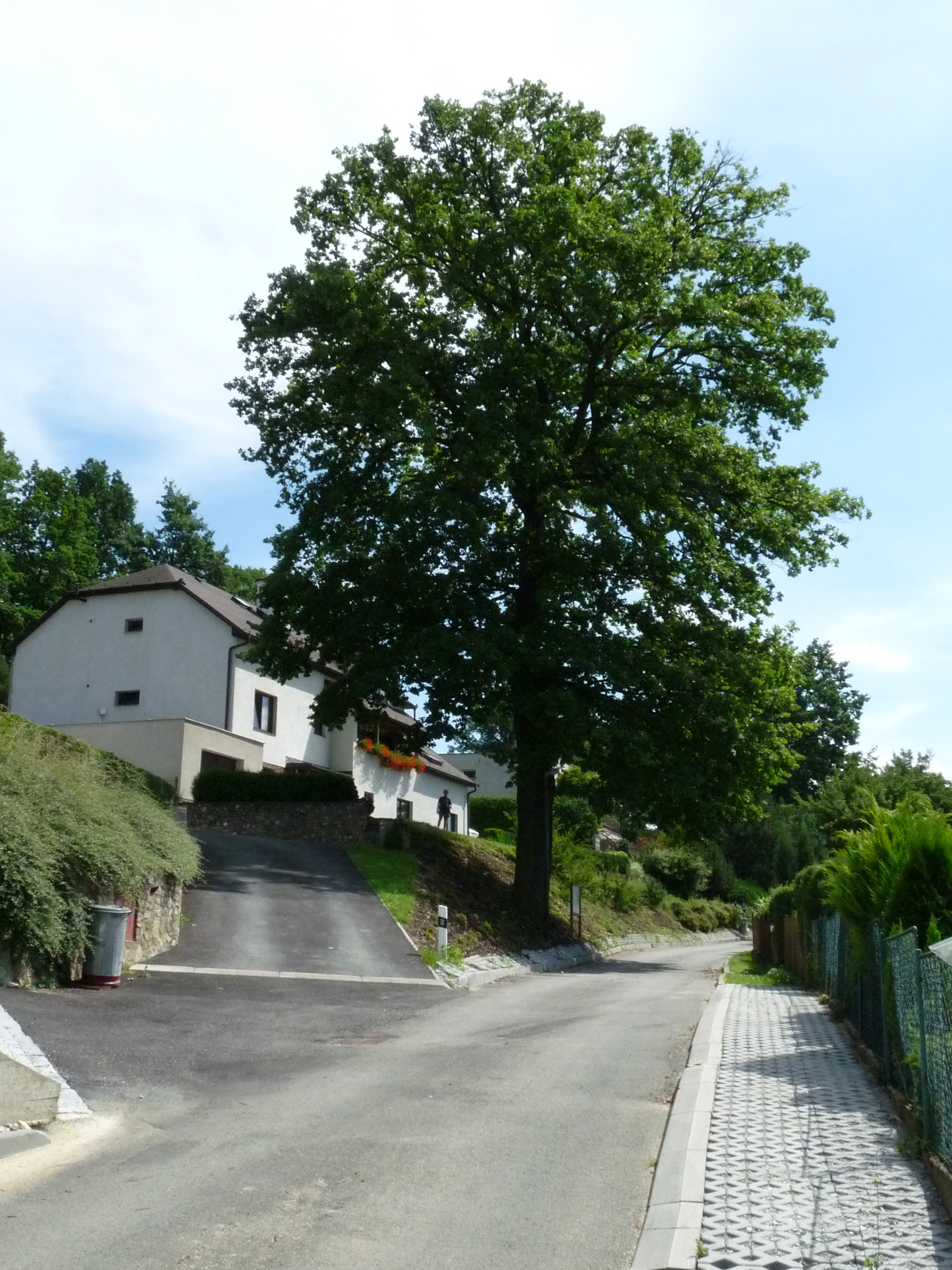
Starý dub ve Vidově – významný krajinný prvek

Oblast Vidova byla obývána již v době předhistorické, o čemž svědčí pozůstatky mohylového pohřebiště z rané doby bronzové (19. až 16. století př. n. l.) v lokalitě Panský les jihovýchodně od obce.
První písemná zmínka o vsi pochází z roku 1357, kdy byl vladyka Jindřich z Vidovpole (de Biedowopole) svědkem ve věci jmenování faráře v Nákří. Jak nejstarší zmínky o členech tohoto rodu (de Widerpol, de Vidowa pole) ukazují, nazývala se vesnice zpočátku Vidovo (tj. Vítovo) pole; název v nynější podobě (in Widowie) je doložen roku 1415. V letech 1490 až 1611 vlastnili Vidov Rožmberkové Roku 1464 byl Vidov napaden Budějovickými, kterým se nelíbil místní pivovar a to, že ve tvrzi u vdovy Markéty Tožicové se nacházela podivná sebranka. K roku 1541 se zdejší tvrz zmiňuje jako pustá, zato zde Rožmberkové provozovali pivovar. Ten byl zrušen roku 1564, když byl založen pivovar v Plavnici na příkaz Jakuba Krčína „…neb na Vidovu tak jsou vařívali, že víc úředníci než páni zisku mívali…“ Do roku 1926 zde také fungovala vápenná pec. Do zrušení poddanství roku 1848 náležel Vidov ke třeboňskému panství. Od roku 1850 byla ves zprvu součástí obce Staré Hodějovice, na sklonku století (1887) přešla pod obec Plav. V letech 1924 až 1943 byl Vidov samostatnou obcí, poté nakrátko přičleněn k obci Doubravice, znovu samostatný v letech 1945 až 1952. Mezi roky 1953 až 1990 tvořil Vidov část obce Roudné, nynější samostatnost se datuje od dne 24. listopadu 1990. Z hlediska římskokatolické církevní správy patří ves k farnosti u kostela sv. Mikuláše v Českých Budějovicích.
Od roku 1916 měl Vidov vlastní elektrárnu ve mlýně. V roce 1925 byl založen hasičský spolek. V druhé polovině 20. století byla v obci vybudována úpravna vody pro České Budějovice, která zahájila provoz roku 1966. Po vybudování Římovské přehrady a nové úpravny této vody v blízkém Plavu byla tato úpravna opuštěna a v současnosti je využita jen z části a zbytek chátrá. Obec však budovu odkoupila a zvažuje další využití. Na jezu na Malši je vybudována malá vodní elektrárna, na louce za obcí je i fotovoltaická elektrárna. V obci působí Spolek přátel Vidova a okolí. Každoročně se zde pořádá tradiční zelnobraní.

## Doprava
Vidov leží na silnici III/15523 mezi Českými Budějovicemi a Borovnicí. Podél Malše tudy prochází cyklostezka č. 1018. Obcí vede železniční trať 199 do Českých Velenic, zastávka zde však není. Kolem Vidova povede na estakádě dálnice D3. Do obce zajíždí linka 10 MHD z Českých Budějovic i linkové autobusy.

## Pamětihodnosti

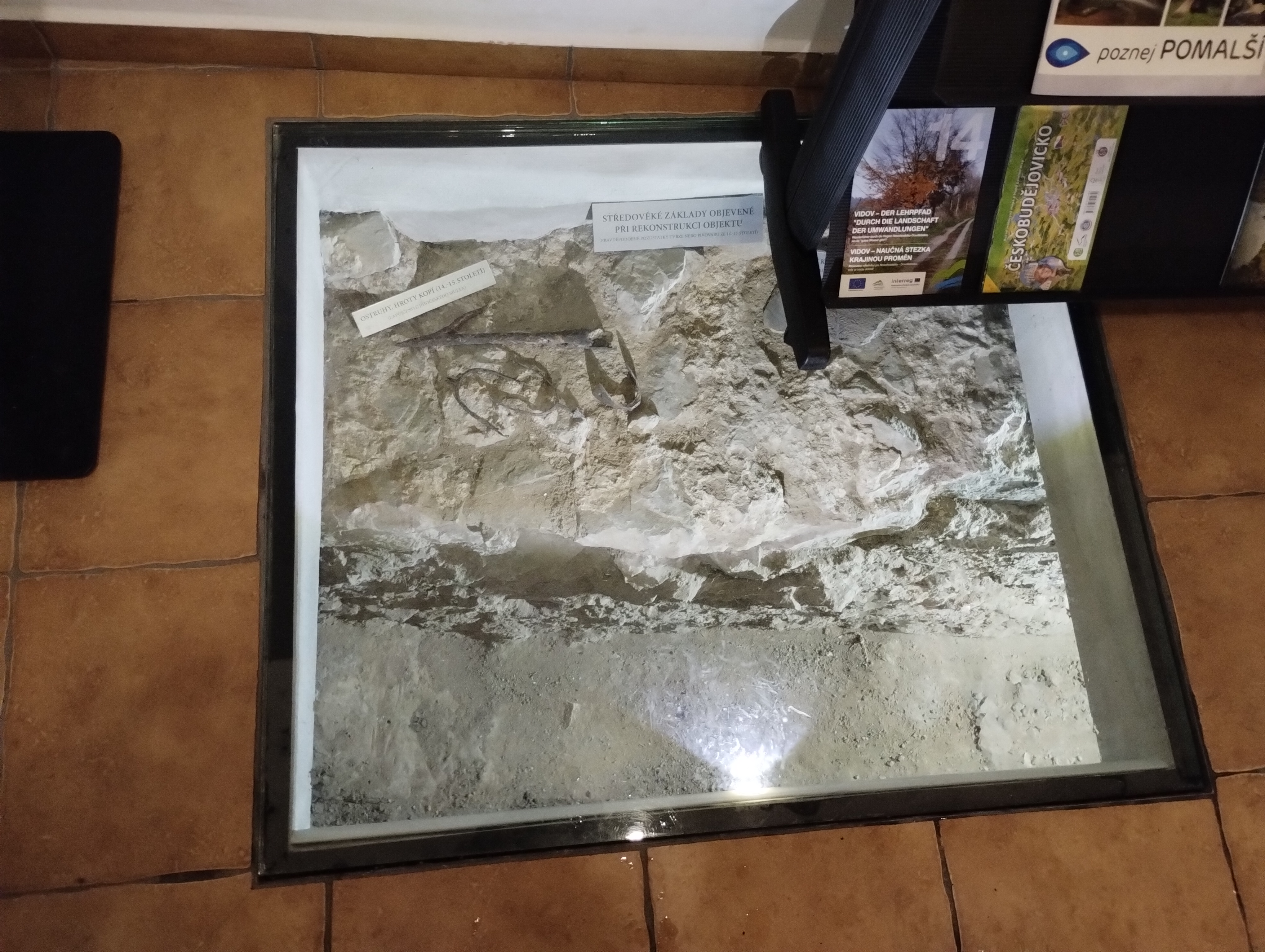
Základy tvrze

- Naučná stezka Krajinou proměn, 4 km dlouhá okružní trasa se 12 zastaveními (výchozí bod na autobusové zastávce v centru obce).
- mohylové pole v blízkém lese, kulturní památka
- lidová architektura – stavení čp. 1, 3, několik datovaných štítů
- bývalý mlýn
- výklenková kaplička
- krucifix z roku 1878 s iniciálami M. B. (Martin Berka)
- základy středověké tvrze pod podlahou knihovny

## Osobnosti
- Jana Šrejma Kačírková, operní pěvkyně, pochází z Vidova
- Romi Grey, spisovatelka